# MLDonkey
MLDonkey – klient sieci p2p obsługujący wiele różnych protokołów jak ed2k, Kad, BitTorrent, Direct Connect, FastTrack, Gnutella i inne. Oryginalnie napisany jako aplikacja pod Linuksa, aktualnie istnieją wersje pod systemy Unix/Linux, Windows, Mac OS
Program uruchamiany jest jako proces bez żadnego interfejsu użytkownika, dlatego obsługiwany musi być poprzez interfejs zewnętrzny – WWW w oknie przeglądarki, telnet, bądź poprzez dedykowane aplikacje GUI (graficzne interfejsy użytkownika). Takie rozdzielenie funkcji odpowiedzialnych za komunikację z sieciami p2p od interfejsu umożliwia obsługę tego programu uruchomionego na innej maszynie poprzez sieć, w taki sam sposób jakby działał on lokalnie.
Aplikacja napisana jest w języku programowania Objective Caml, rozpowszechniana na licencji GPL
Zalety:
- niewielkie obciążenie systemu (może działać stabilnie nawet na komputerze klasy Pentium I),
- wiele zaawansowanych opcji konfiguracyjnych,
- możliwość obsługi przez sieć (zdalny dostęp do programu z innego komputera),
- obsługa wielu sieci p2p.

Wady:
- nieco skomplikowany sposób instalacji i konfiguracji.